# Кузнецов, Алексей Кириллович (Герой Советского Союза)
Алексей Кириллович Кузнецов (1901—1941) — майор Рабоче-крестьянской Красной Армии, участник Великой Отечественной войны, Герой Советского Союза (1943).

## Биография
Алексей Кузнецов родился 12 марта 1901 года в деревне Климовская (ныне — Вожегодский район Вологодской области). Работал сначала на железной дороге, затем в сельском хозяйстве. В 1920 году Кузнецов пошёл на службу в Рабоче-крестьянскую Красную Армию. Участвовал в боях Гражданской войны. В 1926 году Кузнецов окончил Ульяновскую военную школу, в 1936 году — курсы «Выстрел». Участвовал в боях советско-финской войны. С начала Великой Отечественной войны — на её фронтах, был начальником штаба 273-го стрелкового полка 104-й стрелковой дивизии 42-го стрелкового корпуса 14-й армии Северного фронта. Отличился во время боёв в Заполярье.
Начало Великой Отечественной войны застало майора Алексея Кузнецова на должности начальника штаба 273-го стрелкового полка (104-я стрелковая дивизия, 14-я армия, Северный фронт).
26 августа 1941 года возглавил оперативную группу в составе первого батальона 273 сп, усиленного пулеметной ротой и спецподразделениями. Оперативная группа должна была удержать 6 км шоссе Алакуртти - Кайрала до выхода частей 122 сд и 1 МСП на восточный берег реки Тунтсайоки. Усиленный батальон 273 сп  занял оборону на 6 км шоссе к западу от бывшего финского поселения Алакуртти, на северной оконечности озера Акхиоярви. С утра  28.08.41г. два финских батальона пытались прорваться к Алакуртти. К 12-00 противнику удалось потеснить батальон, и обойдя его правый фланг, перерезать путь к отходу. К тому времени поступил приказ  на выход из боя. Из-за больших потерь в личном составе и из-за сложной тактической обстановки, опытный командир, участник Финской компании, майор Кузнецов А.К., сам лег за пулемет и прикрывал отход подразделения. Тогда вражеская пуля и прервала жизнь отважного командира. По другим сведениям, из воспоминаний однополчан, группа Кузнецова прорвалась сквозь вражеский заслон. Уже на марше, майора Кузнецова настигла пуля финского снайпера. Согласно списку потерь 273 сп за 28.08.41г, тело майора Кузнецова, как и других погибших в том бою воинов, было оставлено на поле боя. Есть вероятность того, что в 1955 году тела советских воинов, погибших в том бою, были эксгумированы и перезахоронены на одном из мемориалов МО СП Алакуртти. Вероятнее всего в Куолаярви. Увековечен на воинском мемориале в посёлке Алакуртти.
Указом Президиума Верховного Совета СССР «О присвоении звания Героя Советского Союза начальствующему и рядовому составу Красной Армии» от 22 февраля 1943 года за «образцовое выполнение боевых заданий командования на фронте борьбы с немецкими захватчиками и проявленными при этом отвагу и геройство» удостоен посмертно высокого звания Героя Советского Союза. За Финскую компанию был награжден орденом Красной Звезды.
Память
В честь Кузнецова названы улица в Кандалакше и школа на его родине.